# إفريقيا جنوب الصحراء

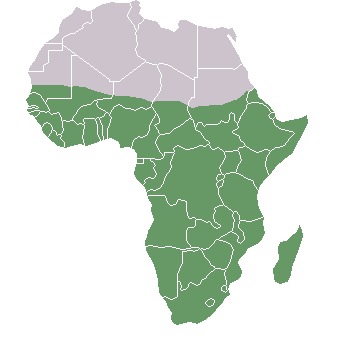
إفريقيا السوداء الموجودة جنوب الصحراء الكبرى

إفريقيا جنوب الصحراء الكبرى أو إفريقيا السوداء أو إفريقيا الزنجية من مصطلح زنجبار، هو المصطلح المستخدم لوصف المنطقة من القارة الإفريقية التي تقع جنوب الصحراء الكبرى. وتُعد جغرافياً الحد الفاصل من الحافة الجنوبية من الصحراء الكبرى.
منذ 25 مليون سنة إلى 65 مليون سنة تشكلت الصحراء الكبرى التي تعتبر من أقدم الصحاري في العالم. ويعود سبب تسمية الصحراء الكبرى بهذا الاسم إلى كونها الصحراء الأكبر في العالم؛ كما يسود في الصحراء الكبرى المناخ القاسي للغاية مما أدى إلى وجود كثافة سكانية قليلة فيها، وهي تشكل حاجزاً فعالاً بخلاف نهر النيل وضعت شعوب جنوب الصحراء الكبرى في عزلة نسبية عن بقية العالم.

## التسيمة
المصطلح الحديث "إفريقيا جنوب الصحراء الكبرى"، يتطابق مع معيار تمثيل الشمال أي شمال الصحراء الكبرى والجنوب أي جنوب الصحراء الكبرى كما هو وارد في المصطلح. إفريقيا المدارية و إفريقيا الاستوائية هي أحدث المصطلحات البديلة لهذه المنطقة، وتستخدم لعدم التمييز إيكولوجيا للمنطقة. ولكن، إذا أردنا تطبيقاً دقيقاً، فإن هذا المصطلح من شأنه ان يستبعد جنوب إفريقيا، حيث معظم أراضيها تقع خارج المناطق المدارية.

## التاريخ

### السودان
تعتبر النوبة في أعظم مراحلها أقدم حضارة في إفريقيا جنوب الصحراء. وكانت النوبة مصدرًا رئيسيًا للذهب في العالم القديم. وقام النوبيون ببناء العديد من الأهرامات. وتعنبر السودان أكثر دولة بها أهرامات أكثر من أي مكان آخر في العالم.

### القرن الإفريقي

مدرج دائما ضمن دول شرق إفريقيا
مدرج عادة ضمن دول شرق إفريقيا
يدرج أحيانا ضمن دول شرق إفريقيا

امتدت مملكة أكسوم علي ساحل البحر الأحمر. ونمت حوالي القرن الرابع قبل الميلاد، وبرزت في القرن الأول الميلادي.
وفي العصور الوسطى هيمنت عدة الإمبراطوريات الصومالية علي المنطقة، بما في ذلك سلطنة أجوران، وسلطنة عدل، تحت قيادة أحمد الغازي، والذي كان أول قائد إفريقي في التاريخ استخدام مدفع في القارة خلال غزو الإمبراطورية الإثيوبية.
وفي أواخر القرن التاسع عشر بعد انتهاء مؤتمر برلين، أبحرت الإمبراطوريات الأوروبية مع جيوشها إلى القرن الإفريقي. وبدأت واحدة من أطول الحروب ضد الاستعمار تحت قيادة محمد عبد الله حسن المعروفة باسم حملة الصومال.

### وسط إفريقيا

خريطة لدول القرن الإفريقي

تقدم الاكتشافات الأثرية في وسط إفريقيا دليلاً على وجود مستوطنات بشرية قد يعود تاريخها إلى أكثر من 10000 عام.  وهناك أدلة على صهر الحديد في جمهورية إفريقيا الوسطى والكاميرون والتي قد يعود تاريخها إلى 3000 إلى 2500 قبل الميلاد. وتم العثور مؤخرًا على مواقع ومستوطنات محاطة بأسوار واسعة في زيلوم، تشاد. وقد تم تأريخها بالكربون المشع إلى الألفية الأولى قبل الميلاد.
ودعمت التجارة والتقنيات الزراعية المحسنة مجتمعات أكثر تطوراً، مما أدى إلى الحضارات المبكرة في ساو، كانم وبورنو، شلك، باقرمي، سلطنة وادي.
وبعد هجرة البانتو إلى وسط إفريقيا، خلال القرن الرابع عشر، أصبحت مملكة لوبا في جنوب شرق الكونغو. وسيطرت المملكة على الزراعة والتجارة الإقليمية للملح والحديد من الشمال والنحاس.
وأهم الدول التي ظهرت في وسط إفريقيا مملكة الكونغو التي كانت تمتد المحيط الأطلسي غربًا إلى نهر الكوانغو إلى الشرق. الدول والشعوب المهمة الأخرى مملكة كوبا، لوندا الشرقية، بمبا، بوروندي، رواندا، ومملكة ندونغو.

### جنوب إفريقيا
في عام 1487، أصبح بارتولوميو دياس أول أوروبي يصل إلى أقصى جنوب إفريقيا. وفي عام 1652، تم إنشاء محطة انتصار في رأس الرجاء الصالح من قبل جان فان ريبيك بالنيابة عن شركة الهند الشرقية الهولندية.
في عام 1795، استعمرت بريطانيا بدعوى منعها من الوقوع في أيدي الفرنسيين، ولكن أيضا لاستخدام كيب تاون على وجه الخصوص كمحطة على الطريق إلى استراليا والهند. ولكن تمت إعادتها لاحقًا إلى الهولنديين في عام 1803، ولكن بعد فترة وجيزة أعلنت شركة الهند الشرقية الهولندية إفلاسها، فضم البريطانيون مستعمرة كيب في عام 1806.
خلال الخمسينيات وأوائل الستينيات من القرن الماضي، حصلت معظم دول إفريقيا جنوب الصحراء على الاستقلال من الحكم الاستعماري.

## البلدان والأقاليم
تتكون إفريقيا السوداء من 42 بلداً تقع على البر الرئيسي للقارة. بالإضافة إلى ذلك، هنالك ست من الدول الجزرية وهي مدغشقر وسيشل، جزر القمر، الرأس الأخضر وساو توميه وبرينسيب. وعادة لا تُعد موريشيوس من إفريقيا السوداء بسبب التركيبة العرقية للسكان أساساً من هنود الشرق، والصينيين والفرنسيين.

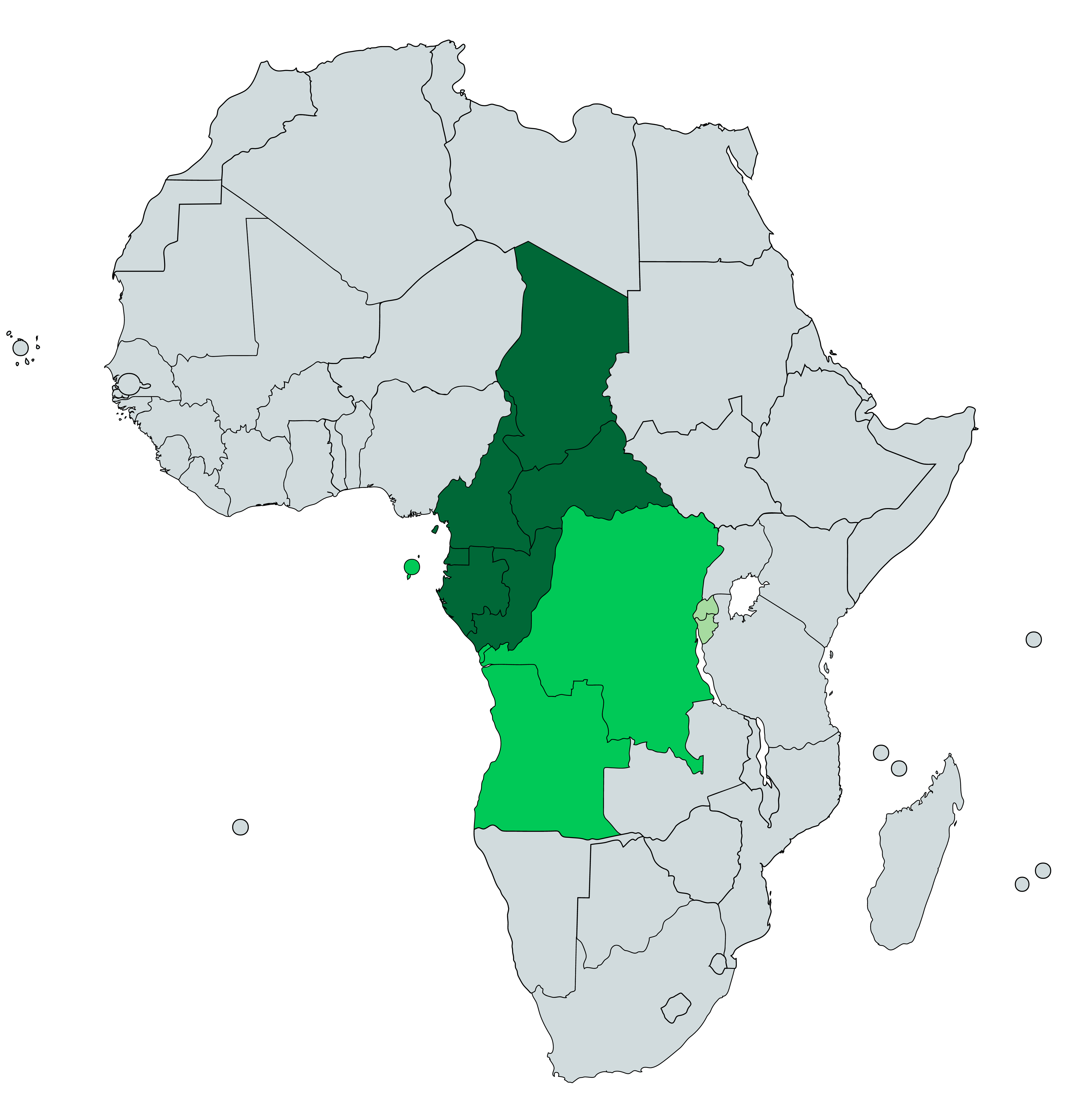
دول وسط إفريقيا مع أنغولا (التي تضم أحيانا)

تشمل إفريقيا السوداء الدول التالية:

### وسط إفريقيا
| البلد                       | العاصمة  | المساحة (كم2) | عدد السكان | العملة          | اللغات الرسمية                    |
| --------------------------- | -------- | ------------- | ---------- | --------------- | --------------------------------- |
| بوروندي                     | جيتيغا   | 27,834        | 11,844,520 | فرنك بوروندي    | الفرنسية، الكيروندية              |
| رواندا                      | كيغالي   | 26,338        | 12,626,950 | فرنك رواندي     | الإنجليزية، الفرنسية، كينيارواندا |
| جمهورية الكونغو الديمقراطية | كيناشا   | 2344858       | 86,790,567 | فرنك كونغولي    | الفرنسية                          |
| جمهورية الكونغو             | برازافيل | 342000        | 5,380,508  | فرنك وسط إفريقي | الفرنسية                          |
| جمهورية إفريقيا الوسطى      | بانغي    | 622,984       | 4,745,185  | فرنك وسط إفريقي | فرنسية، سانغوية                   |
| تشاد                        | انجمينا  | 1,284,000     | 15,946,876 | فرنك وسط إفريقي | العربية، الفرنسية                 |
| الغابون                     | ليبرفيل  | 267,745       | 2,172,579  | فرنك وسط إفريقي | الفرنسية                          |
| غينيا الاستوائية            | مالابو   | 28051         | 1,355,986  | فرنك وسط إفريقي | الإسبانية، الفرنسية، البرتغالية   |

### القرن الإفريقي
| البلد   | العاصمة    | المساحة (كم2) | عدد السكان  | العملة      | اللغة الرسمية                  |
| ------- | ---------- | ------------- | ----------- | ----------- | ------------------------------ |
| إثيوبيا | أديس أبابا | 1,104,300     | 112,078,730 | بير إثيوبي  | الأمهرية                       |
| إريتريا | أسمرة      | 117,600       | 3,213,972   | ناكفا       | التجرينية، العربية، الإنجليزية |
| الصومال | مقديشو     | 637657        | 15,442,905  | شلن صومالي  | الصومالية والعربية             |
| جيبوتي  | جيبوتي     | 23,200        | 973,560     | فرنك جيبوتي | العربيّة، فرنسيّة                |

### شرق إفريقيا

جنوب إفريقيا بالون الأخضر

| البلد        | العاصمة | المساحة (كم2) | عدد السكان | العملة           | اللغات الرسمية        |
| ------------ | ------- | ------------- | ---------- | ---------------- | --------------------- |
| السودان      | الخرطوم | 1,886,068     | 42,813,238 | جنيه سوداني      | العربية، الانجليزية   |
| جنوب السودان | جوبا    | 619745        | 11,062,113 | جنيه جنوب سوداني | الانجليزية            |
| كينيا        | نيروبي  | 581309        | 52,573,973 | شيلينغ كيني      | السواحلية، الإنجليزية |
| تنزانيا      | دودوما  | 947303        | 58,005,463 | شيلينغ تنزاني    | السواحلية، الإنجليزية |
| أوغندا       | كمبالا  | 236,040       | 44,269,594 | شيلينغ أوغندي    | السواحلية، الإنجليزية |

### إفريقيا الجنوبية

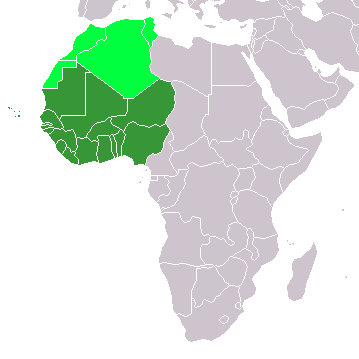
دول غرب إفريقيا
دول تضاف أحيانا

| البلد        | العاصمة                                                        | المساحة (كم2) | عدد السكان | العملة              | اللغات الرسمية                                |
| ------------ | -------------------------------------------------------------- | ------------- | ---------- | ------------------- | --------------------------------------------- |
| أنغولا       | لواندا                                                         | 1.246.700     | 31,825,295 | كوانز أنغوالي       | البرتغالية                                    |
| بوتسوانا     | غابورون                                                        | 581,730       | 2,303,697  | بولا بوتسواني       | إنجليزية، ستسوانا                             |
| ليسوتو       | ماسيرو                                                         | 30,355        | 2,125,268  | لوتي ليسوتو         | السوثوية، الانجليزية                          |
| مالاوي       | ليلونغوي                                                       | 118,484       | 18,628,747 | كواشا ملاوية        | الانجليزية                                    |
| موزمبيق      | مابوتو                                                         | 801590        | 30,366,036 | متكال موزمبيقي      | البرتغالية                                    |
| ناميبيا      | ويندهوك                                                        | 825615        | 2,494,530  | دولار ناميبي        | الانجليزية                                    |
| زامبيا       | لوساكا                                                         | 752,618       | 17,861,030 | كواشا زامبي         | الانجليزية                                    |
| زيمبابوي     | هراري                                                          | 390,757       | 14,645,468 | دولار زيمبابوي      | الإنجليزية، ولغة الشونا، والنديبيلية الشمالية |
| جنوب إفريقيا | بريتوريا (العمومية) بلومفونتين (القضائية) كيب تاون (التشريعية) | 1,221,037     | 58,558,270 | راند جنوب إفريقيا   | الإنجليزية، الأفريقانية                       |
| إسواتيني     | لوبامبا                                                        | 17364.0       | 1,148,130  | ليلانغيني سوازيلندي | الإنجليزية، السوازية                          |

### غرب إفريقيا

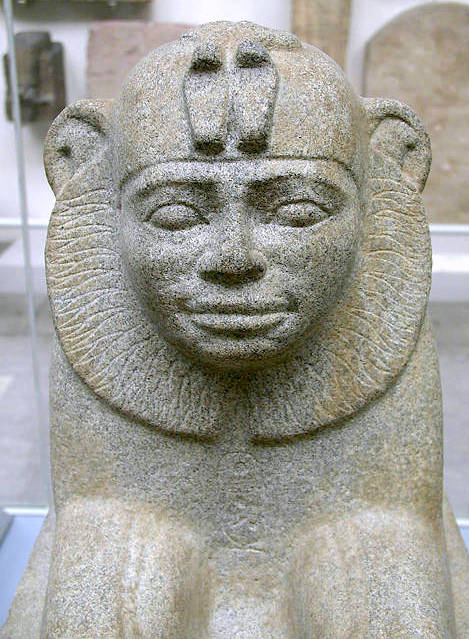
تمثال للملك طهارقة

| البلد        | العاصمة    | المساحة (كم2) | عدد السكان  | العملة                     | اللغات الرسمية        |
| ------------ | ---------- | ------------- | ----------- | -------------------------- | --------------------- |
| بنين         | بورتو نوفو | 112,622       | 11,801,151  | فرنك غرب إفريقي            | الفرنسية              |
| بوركينا فاسو | واغادوغو   | 274,200       | 20,321,378  | فرنك غرب إفريقي            | الفرنسية              |
| ساحل العاج   | ياموسوكرو  | 322,460       | 25,716,544  | فرنك غرب إفريقي            | الفرنسية              |
| غامبيا       | بانغول     | 10,380        | 2,347,706   | دالاسي غامبي               | الانجليزية            |
| غانا         | أكرا       | 238535        | 30,417,856  | سيدي غاني                  | الانجليزية            |
| غينيا        | كوناكري    | 245,857       | 12,771,246  | فرنك غيني                  | الفرنسية              |
| غينيا بيساو  | بيساو      | 36125         | 1,920,922   | فرنك غرب إفريقي            | البرتغالية            |
| الكاميرون    | ياوندي     | 475442        | 25,876,380  | فرنك غرب إفريقي            | الفرنسية، الانجليزية  |
| ليبيريا      | مونروفيا   | 111369        | 4,937,374   | دولار ليبيري، دولار أمريكي | الانجليزية            |
| مالي         | باماكو     | 1240192.0     | 19,658,031  | فرنك غرب إفريقي            | الفرنسية              |
| موريتانيا    | نواكشوط    | 1،030،700     | 4,525,696   | أوقية موريتانية            | العربية               |
| النيجر       | نيامي      | 1267000       | 23,310,715  | فرنك غرب إفريقي            | الفرنسية              |
| نيجيريا      | أبوجا      | 923768        | 200,963,599 | نيرة نيجيرية               | الإنجليزية، اليوروبية |
| السنغال      | داكار      | 196،723       | 16,296,364  | فرنك غرب إفريقي            | الفرنسية              |
| سيراليون     | فريتاون    | 71740         | 7,813,215   | ليون سيراليوني             | الإنجليزية            |
| توغو         | لومي       | 56,785        | 8,082,366   | فرنك غرب إفريقي            | الفرنسية              |

### دول جزرية إفريقية
| البلد              | الموقع       | العاصمة      | المساحة (كم2) | عدد السكان | اللغات الرسمية                            |
| ------------------ | ------------ | ------------ | ------------- | ---------- | ----------------------------------------- |
| الرأس الأخضر       | غرب إفريقيا  | برايا        | 4033          | 549,935    | البرتغالية، لغة الرأس الأخضر              |
| جزر القمر          | جنوب إفريقيا | موروني       | 1862          | 850,886    | العربية، القمرية، الفرنسية                |
| مدغشقر             | جنوب إفريقيا | أنتاناناريفو | 587295        | 26,969,307 | الملغاشية، الفرنسية                       |
| موريشيوس           | جنوب إفريقيا | بورت لويس    | 2040          | 1,265,711  | الإنجليزية، فرنسية، كريولية               |
| ساو توميه وبرينسيب | غرب إفريقيا  | ساو تومي     | 1001          | 215,056    | البرتغالية                                |
| سيشل               | شرق إفريقيا  | فكتوريا      | 459           | 97,625     | الفرنسية، الإنجليزية، الكريولية السيشيلية |

### أقاليم ما وراء البحار

اللغات الأفروآسيوية
اللغات النيلية الصحراوية
لغات نيجر- كونغو
لغات خويسان
اللغات الهندو أوروبية
اللغات الأسترونيزية

- مايوت (تابعة لفرنسا)
- ريونيون (تابعة لفرنسا).

## الديموغرافيا

### السكان
وفقًا لمراجعة عام 2019 للتوقعات السكانية العالمية، بلغ عدد سكان إفريقيا جنوب الصحراء 1،038،627،178 في عام 2018. ويبلغ معدل النمو الحالي 2.3٪. وتتوقع الأمم المتحدة أن يتراوح عدد سكان المنطقة بين 2 و 2.5 مليار بحلول عام 2050 مع كثافة سكانية تبلغ 80 لكل كيلومتر مربع مقارنة بـ170 لأوروبا الغربية و140 لآسيا و30 للأمريكتين.

### اللغات
تحتوي منطقة جنوب الصحراء على أكثر من 1000 لغة، أي حوالي سدس إجمالي اللغات العالمية.

#### الأفروآسيوية
يتركز توزيع اللغات الأفروآسيوية داخل إفريقيا بشكل أساسي في شمال إفريقيا والقرن الإفريقي. وتتحدث أيضا في وادي وأجزاء من منطقة البحيرات العظمى الإفريقية. وأكثر لغاتها تحدثاُ هي اللغة العربية، وأكثر لغاتها تحدثاً جنوب الصحراء، فهي لغة الهوسا والتي تنتشر في غرب إفريقيا (النيجر وغانا وتوغو وبنين والكاميرون وتشاد).

#### خويسان
تشمل خويسان لغات السكان الأصليين لجنوب إفريقيا وتنزانيا.

#### النيجر - الكونغو
النيجر والكونغو وهي الأسرة الأكبر في العالم من حيث عدد اللغات (1436) التي تحتوي عليها. إن الغالبية العظمى من لغات هذه العائلة هي نغمي مثل اليوروبا، الإيبو، والبعض الآخر مثل الفولاني، الولوف والسواحيلية ليست نغمية. وتعتبر البانتو فرعًا رئيسيًا للغات النيجر والكونغو، والتي تغطي مساحة جغرافية أكبر من بقية الأسرة. ويمثل المتحدثون في البانتو غالبية السكان في جنوب ووسط وجنوب شرق إفريقيا، ويمكن أيضا البانتو الناطقين يمكن العثور عليها في أجزاء من وسط إفريقيا مثل الغابون، غينيا الاستوائية وجنوب الكاميرون. 

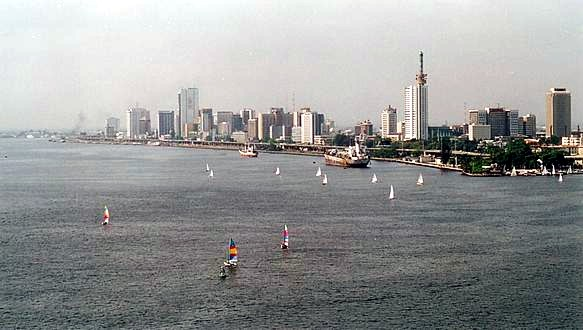
لاغوس

#### نيلو الصحراء
وترتكز اللغات النيلية الصحراوية في الأجزاء العليا من نهري شاري والنيل، وتحدث أيضا في السودان بين الفراء، المساليت، النوبيون والزغاوة الشعوب وفي غرب ووسط إفريقيا بين سونغاي، زارما والكانوري.

### المدن الكبرى

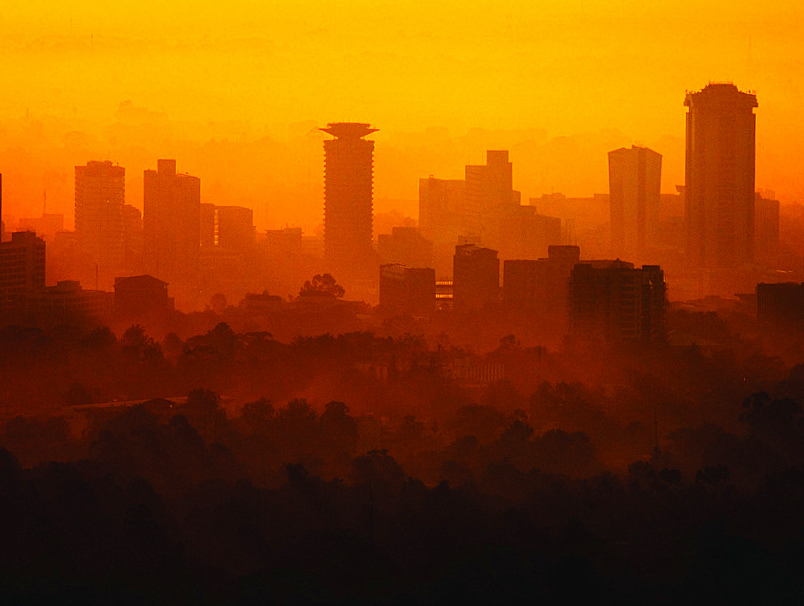
نيروبي

يوجد في جنوب الصحراء الكبرى عدة مدن كبيرة. وأكبرها هي مدينة لاغوس في نيجيريا. المدينة، مع التجمعات المجاورة لها، هي الأكثر اكتظاظًا بالسكان في نيجيريا، وثاني أكبر عدد من السكان في إفريقيا بعد القاهرة، مصر.وهي واحدة من أسرع المدن نموًا في العالم، وهي أيضًا واحدة من أكثر التجمعات الحضرية اكتظاظًا بالسكان. وتضم أيضًا أحد أكبر الموانئ وأكثرها ازدحامًا في القارة.
دار السلام هي العاصمة السابقة لتنزانيا، وهي كذلك المدينة الأكثر اكتظاظًا بالسكان في تنزانيا؛ وتقع على ساحل المحيط الهندي.
جوهانسبرج هي أكبر مدينة في جنوب إفريقيا. وهي أغنى مقاطعة في جنوب إفريقيا.  حين أن جوهانسبرج ليست واحدة من الثلاث عواصم الموجودة في جنوب إفريقيا، إلا أنها مقر المحكمة الدستورية. وتقع المدينة في سلسلة تلال ويتواترسراند الغنية بالمعادن، وهي مركز لتجارة الذهب والألماس.
نيروبي وهي عاصمة كينيا وأكبر مدنها. ويشار إلى المدينة شعبيا باسم المدينة الخضراء في الشمس. وتشمل المدن الرئيسية الأخرى: أبيدجان، كيب تاون، كينشاسا، لواندا، مقديشو وأديس أبابا.

## الاقتصاد
في منتصف عام 2010، بدأت تدفقات رأس المال الخاص إلى إفريقيا جنوب الصحراء - بشكل أساسي من دول البريك، وحافظات استثمارات القطاع الخاص.
واعتبارًا من عام 2011، وتعد إفريقيا واحدة من أسرع المناطق نمواً في العالم. وستة من الاقتصادات العشرة الأسرع نموًا في العالم خلال العقد الماضي كانت تقع جنوب الصحراء. ووفقًا للبنك الدولي، ارتفع معدل النمو الاقتصادي في المنطقة إلى 4.7٪ في عام 2013، بمعدل 5.2٪ لعام 2014. ويعزى هذا الارتفاع المستمر إلى زيادة الاستثمار في البنية التحتية والموارد وكذلك إلى ثبات الإنفاق لكل أسرة.

### الطاقة
اعتبارًا من عام 2009، كان 50 ٪ من إفريقيا ريفية لا تصلها الكهرباء. وتولد إفريقيا 47 جيجاوات من الكهرباء، أي أقل من 0.6٪ من حصة السوق العالمية. وتتأثر العديد من البلدان بنقص الطاقة. بسبب ارتفاع أسعار السلع مثل الفحم والنفط.
وتتمتع المنطقة بإمكانية توليد 1،750 تيراواط ساعة من الطاقة، تم استكشاف 7٪ منها فقط. ويرجع الفشل في استغلال إمكانات الطاقة الكاملة إلى حد كبير إلى نقص كبير في الاستثمار، وما يتم إنفاقه حاليًا يتم استثماره في تشغيل أنظمة طاقة عالية التكلفة وليس في توسيع البنية التحتية.
وتستفيد الحكومات الإفريقية من موارد المياه المتاحة بسهولة لتوسيع مزيج الطاقة لديها. وحققت أسواق التوربينات المائية في إفريقيا جنوب الصحراء إيرادات بلغت 120 مليون دولار في عام 2007. وتلعب الدول الآسيوية، ولا سيما الصين والهند واليابان، دورًا نشطًا في مشاريع الطاقة عبر القارة الإفريقية. وتعتمد غالبية مشاريع الطاقة هذه على الطاقة المائية بسبب خبرة الصين الواسعة في بناء مشاريع الطاقة المائية.
وتتمتع الدول التي يقع جزء من أراضيها داخل الصحراء الكبرى إمكانات هائلة للطاقة الكهروضوئية. وتقدر على تزويد ستمائة مليون شخص بالكهرباء بناءً على إمكاناتها الكهروضوئية.  

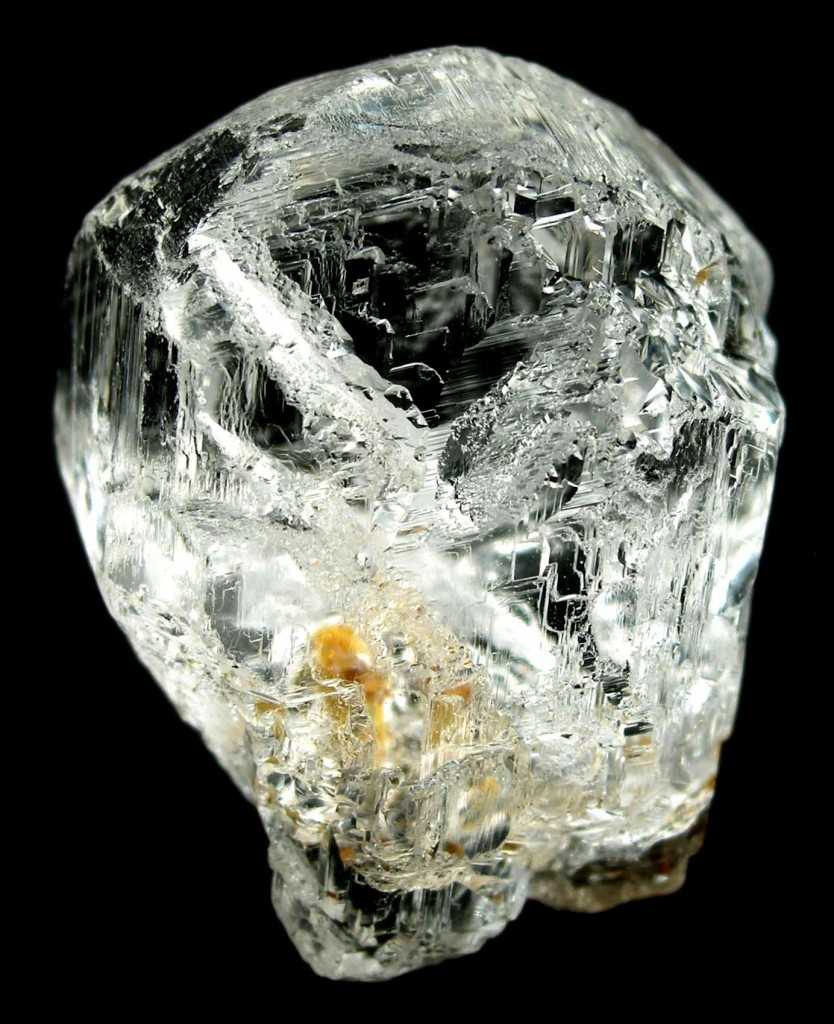
فيناكيت، من نيجيريا

### النفط والمعادن
المنطقة هي مصدر رئيسي للعالم من الذهب، اليورانيوم، الكروم، الفاناديوم، الأنتيمون، البوكسيت، خام الحديد، النحاس والمنغنيز. وتشير تقديرات عام 2001 إلى أن 42 ٪ من احتياطيات العالم من الكروم يمكن العثور عليها في جنوب إفريقيا.  وجنوب إفريقيا هي أكبر منتج للبلاتين، مع 80٪ من إجمالي إنتاج المناجم السنوي في العالم و 88٪ من احتياطي البلاتين في العالم. وتنتج إفريقيا جنوب الصحراء 33٪ من البوكسيت في العالم، وتعتبر غينيا المورد الرئيسي له، وتعتبر زامبيا منتج رئيسي للنحاس.  
وجمهورية الكونغو الديمقراطية هي مصدر رئيسي للكولتان. ولكن إنتاج جمهورية الكونغو الديمقراطية صغير جدًا، لكن البلاد لديها 80 ٪ من الاحتياطيات المؤكدة في إفريقيا، والتي تشكل 80 ٪ من تلك الاحتياطيات في جميع أنحاء العالم.  
وإفريقيا جنوب الصحراء هي منتج رئيسي للذهب، وتنتج ما يصل إلى 30٪ من الإنتاج العالمي. والموردين الرئيسيين هم جنوب إفريقيا وغانا وزيمبابوي وتنزانيا وغينيا ومالي. واحتلت جنوب إفريقيا المرتبة الأولى في العالم من حيث إنتاج الذهب منذ عام 1905، لكنها انتقلت في عام 2007 إلى المرتبة الثانية، واليورانيوم سلعة رئيسية والموردون الرئيسيون هم النيجر وناميبيا وجنوب إفريقيا. وكانت ناميبيا المورد الأول في عام 2008. وتنتج المنطقة 49٪ من الماس في العالم.

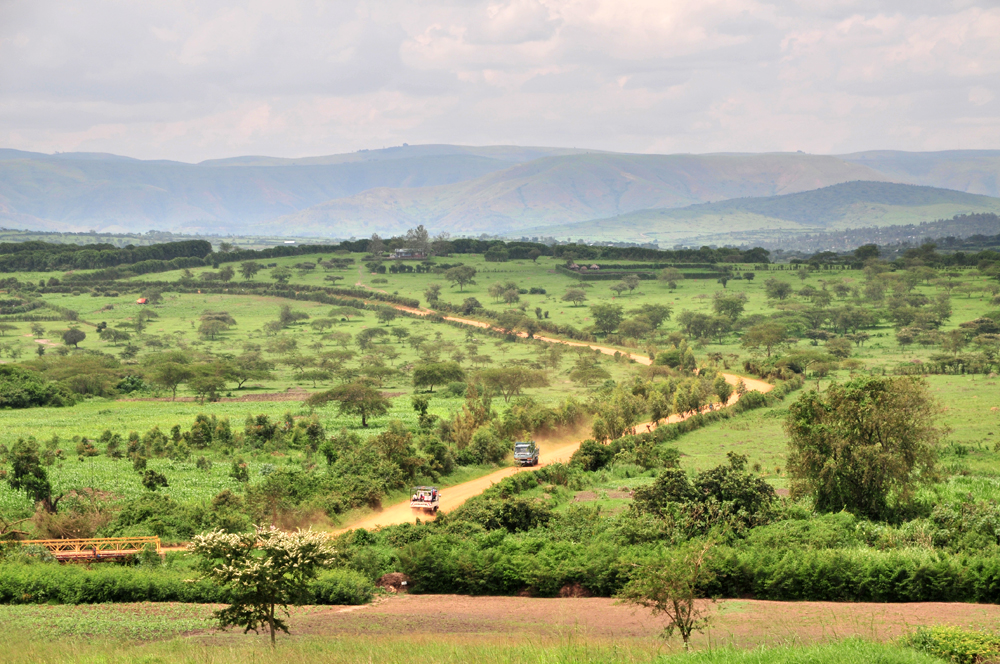
الحقول الزراعية في رواندا

### الزراعة
تم تدجين العديد من المحاصيل في المنطقة وانتشرت إلى أجزاء أخرى من العالم. تضمنت هذه المحاصيل سورغم، حبوب الخروع، البن، القطن، البامية، البطيخ، القرع. وتشمل المحاصيل المستأنسة الأخرى الأرز، اليام، المكسرات، زيت النخيل.
وتمثل الزراعة 20٪ إلى 30٪ من الناتج المحلي الإجمالي و50٪ من الصادرات. وفي بعض الحالات، يعمل 60٪ إلى 90٪ من القوى العاملة في الزراعة.  ومعظم الأنشطة الزراعية هي زراعة الكفاف. وقد جعل هذا النشاط الزراعي عرضة لتغير المناخ والاحتباس الحراري.

## الصحة

معدل الانتشار المقدر في النسبة المئوية لفيروس نقص المناعة البشرية بين الشباب (15-49) لكل بلد اعتبارًا من عام 2011.

في عام 1987، عقد مؤتمر مبادرة باماكو الذي نظمته منظمة الصحة العالمية في باماكو، عاصمة مالي، وساعد المؤتمر في إعادة تشكيل السياسة الصحية لإفريقيا جنوب الصحراء.  
وفي عام 2011، كانت إفريقيا جنوب الصحراء موطنًا لـ 69٪ من جميع المصابين بفيروس نقص المناعة البشرية في جميع أنحاء العالم.  واستجابة لذلك، تم إطلاق عدد من المبادرات لتثقيف الجمهور حول الإيدز. ووفقًا لتقرير خاص لعام 2013 صادر عن برنامج الأمم المتحدة المشترك الإيدز، كان عدد الأشخاص المصابين بفيروس نقص المناعة البشرية في إفريقيا الذين يتلقون العلاج في عام 2012 أكثر من سبعة أضعاف العدد الذي تلقوا العلاج في عام 2005، مع إضافة مليون شخص تقريبًا في العام الماضي وحده. وكان عدد الوفيات المرتبطة بالإيدز في إفريقيا جنوب الصحراء الكبرى في عام 2011 أقل بنسبة 33 في المائة من العدد في 2005.  وكانت عدد الإصابات الجديدة بفيروس نقص المناعة البشرية في إفريقيا جنوب الصحراء الكبرى في عام 2011 أقل 25 في المائة أقل من عام 2001.
وارتفع متوسط العمر المتوقع في إفريقيا جنوب الصحراء من 40 عامًا في عام 1960 إلى 61 عامًا في عام 2017.
والأمراض الشائعة الأخرى هي: الملاريا التي تعتبر مرض متوطن في إفريقيا جنوب الصحراء الكبرى، حيث تحدث غالبية حالات الملاريا ووفياتها في جميع أنحاء العالم.  والحصبة التي تم إدخال التحصين الروتيني للوقاية منها.
وداء كلابية الذنب، وهو سبب شائع للعمى، وهو مستوطن أيضًا في أجزاء من المنطقة. ووفيات الأمهات يمثل تحديًا آخر، حيث تحدث أكثر من نصف وفيات الأمهات في العالم في إفريقيا جنوب الصحراء الكبرى.  ومع ذلك ، كان هناك تقدم بشكل عام، حيث خفض عدد من البلدان في المنطقة مستويات وفيات الأمهات بمقدار النصف منذ عام 1990.

## الدين
الدين في إفريقيا، 2020
البلدان الإفريقية الواقعة تحت الصحراء هي إلى حد كبير مسيحية، في حين أن تلك الموجودة فوق الصحراء، في شمال إفريقيا، ذات أغلبية إسلامية. وهناك أيضا أغلبية المسلمين في أجزاء من القرن الإفريقي (جيبوتي والصومال) وفي مناطق الساحل والسودان (غامبيا، سيراليون، غينيا، مالي، النيجر والسنغال)، وكذلك الجاليات المسلمة الكبيرة في إثيوبيا وإريتريا وعلى ساحل المحيط الهندي (تنزانيا وكينيا).  
وموريشيوس هي الدولة الوحيدة في إفريقيا التي لديها أغلبية هندوسية. تشكل إفريقيا جنوب الصحراء الكبرى من حيث القيمة المطلقة ثالث أكبر عدد من السكان المسيحيين العالم، بعد أوروبا وأمريكا اللاتينية.  وإفريقيا جنوب الصحراء تشكل أيضا من حيث القيمة المطلقة ثالث أكبر عدد من المسلمين في العالم، بعد آسيا والشرق الأوسط وشمال إفريقيا.

## الثقافة
إفريقيا جنوب الصحراء متنوعة، مع العديد من المجتمعات والقرى والمدن، لكل منها معتقداته وتقاليده.

### المطبخ
يمكن وصف مطبخ غرب إفريقيا بأنه نشوي، وتشمل أطباقه الفوفو، الكنيكي، الكسكس المغربي، قري. وتشمل الحبوب الدخن وسورغم والأرز، وتشمل الزيوت زيت النخيل وزبدة الشيا (الساحل). ويجد المرء وصفات تمزج بين الأسماك واللحوم.

#### المطبخ السواحلي
ويعكس المطبخ الجنوب إفريقي وخاصة المطبخ السواحيلي روابطه الثقافية الإسلامية والجغرافية. وتشمل أطباقه الأوغالي، السوكوما يكي. وتستخدم التوابل مثل الكاري والزعفران والقرنفل والقرفة ودبس الرمان والهيل والسمن والمريمية خاصة بين المسلمين.

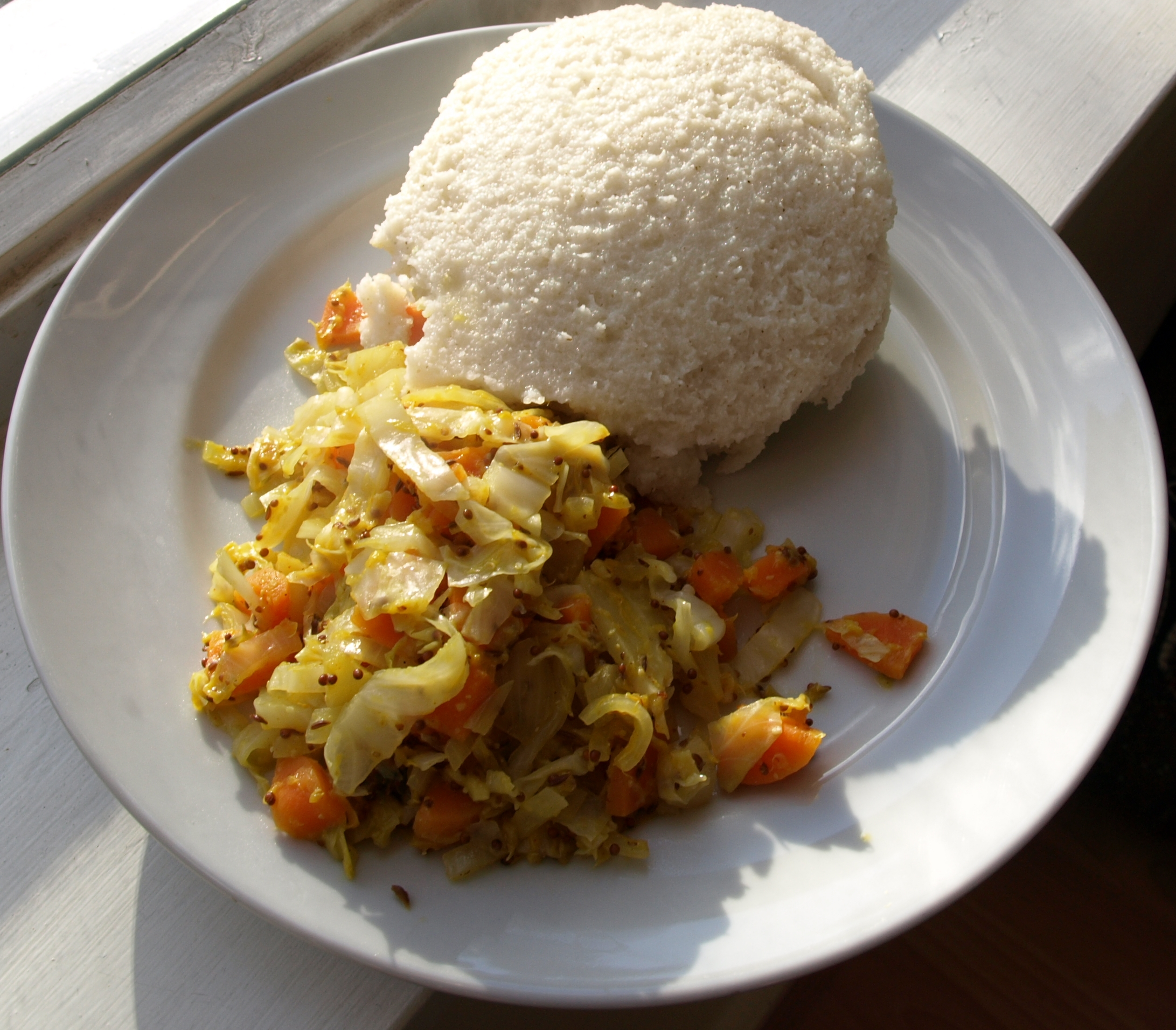
اوجالي وملفوف

#### مطبخ القرن الإفريقي
وفي القرن الإفريقي، يتجنب المسيحيون والمسلمون لحم الخنزير والمأكولات البحرية غير السمكية. والذرة هي الغذاء الرئيسي. ويستخدم دقيق الذرة في صنع الأوجالي، وتشمل الأطعمة الأخرى الهامة العدس والأرز، الموز، الخضر الورقية، شيلي، الفلفل،
حليب جوز الهند والطماطم. المشروبات هي القهوة (المستأنسة في إثيوبيا) والشاي.

#### مطبخ وسط إفريقيا
يرتبط مطبخ وسط إفريقيا بجميع المناطق الرئيسية في إفريقيا جنوب الصحراء، ويتم تناول الأوجالي والفوفو في المنطقة. ومطبخ إفريقيا الوسطى نشوي للغاية وحار. وتشمل المحاصيل السائدة الموز، الكسافا، الفول السوداني، الفلفل الحار، والبامية. وتشمل اللحوم لحوم البقر والدجاج وأحيانًا لحوم (الظباء، الخنزير، التمساح). ويستخدم الفطر أحيانًا كبديل للحوم.

#### مطبخ جنوب إفريقيا
ركز المجتمع التقليدي عادة على تربية الأغنام والماعز وخاصة الماشية. وتشمل الأطباق السادزا، بوجوبي، باب (دقيق الذرة المخمر)، منتجات الألبان (اللبن الرائب، الزبادي). والمحاصيل المستخدمة هي الذرة والخضر الورقية والملفوف. ويمكن ملاحظة التأثيرات من المجتمع الهندي والماليزي في استخدام الكاري والأسماك المخللة والصلصة والسمبوسة. ويمكن رؤية التأثيرات الأوروبية في المأكولات مثل بيلتونج (شرائح لحم البقر المجفف).

### خرائط سياسية
- الدول
- الحدود الدولية